# Savigny-en-Sancerre
Savigny-en-Sancerre är en kommun i departementet Cher i regionen Centre-Val de Loire i de centrala delarna av Frankrike. Kommunen ligger  i kantonen Léré som tillhör arrondissementet Bourges. År 2022 hade Savigny-en-Sancerre 1 111 invånare.

## Befolkningsutveckling
Antalet invånare i kommunen Savigny-en-Sancerre
Referens:INSEE